# Csór
Csór là một thị trấn thuộc hạt Fejér, Hungary. Thị trấn này có diện tích 41,49 km², dân số năm 2010 là 1809 người, mật độ 44 người/km².